# Cementerio judío del Monte de los Olivos
El Cementerio judío del Monte de los Olivos (en hebreo: בית הקברות היהודי בהר הזיתים) es el más antiguo y más importante cementerio de Jerusalén. Los entierros en el Monte de los Olivos comenzaron hace unos 3.000 años en el período del Primer Templo, y continúan hasta nuestros días. El cementerio contiene alrededor de 150.000 tumbas de diferentes épocas, entre ellas las tumbas de personajes famosos de la historia judía.
En el siglo XIX se le dio especial significación a los cementerios judíos en Jerusalén, ya que eran su último lugar de encuentro no sólo en Jerusalén, sino también de judíos de todo el mundo. Con los años, muchos judíos en su vejez llegaron a Jerusalén para vivir el resto de su vida allí, y ser enterrados en lo que consideran su suelo "sagrado".

## Galería

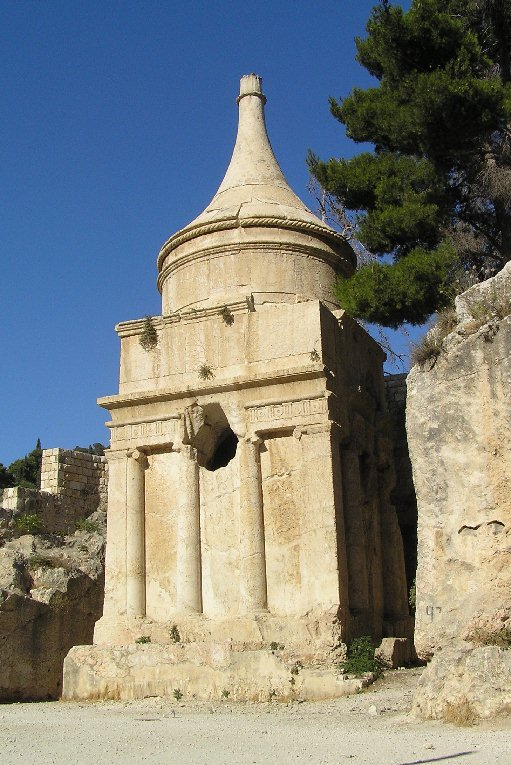
Yad Avshalom
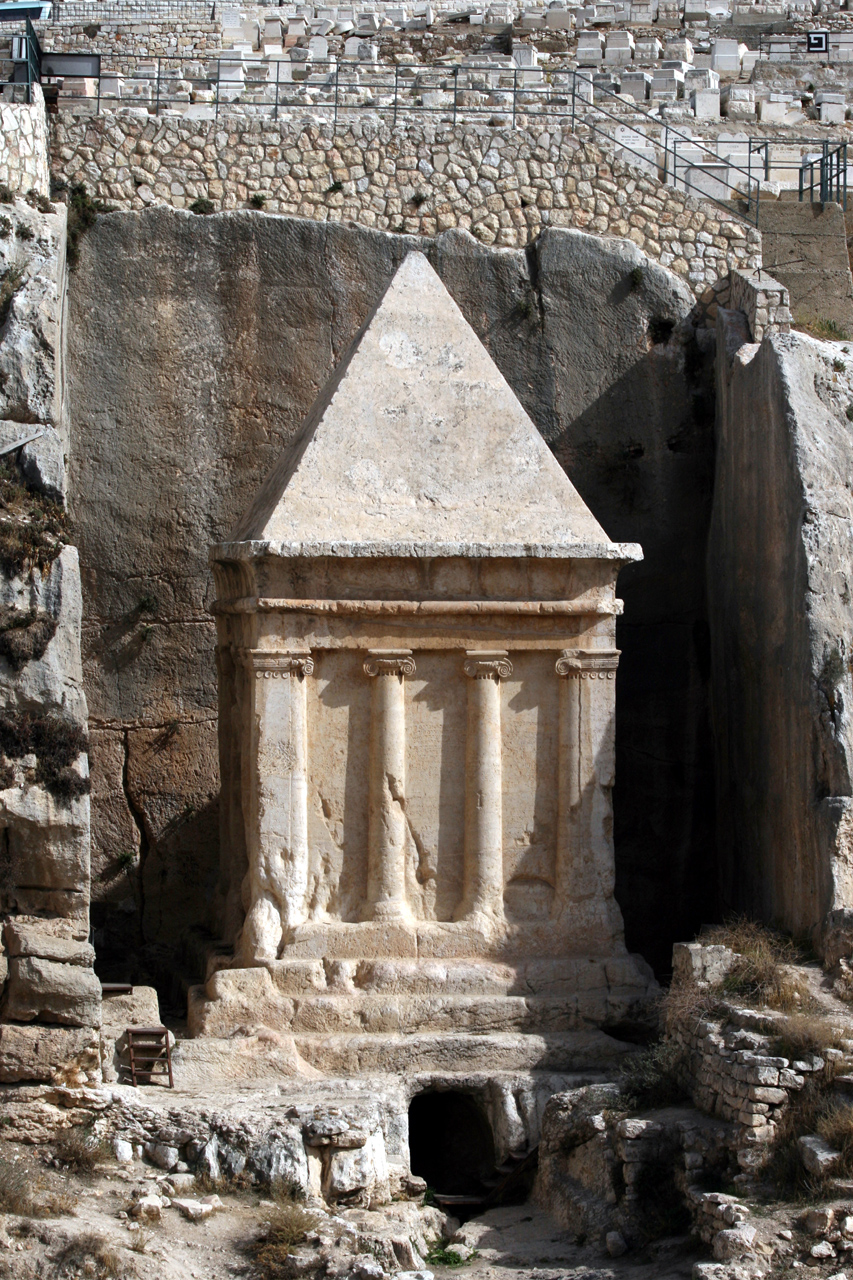
La Tumba de Zacarías
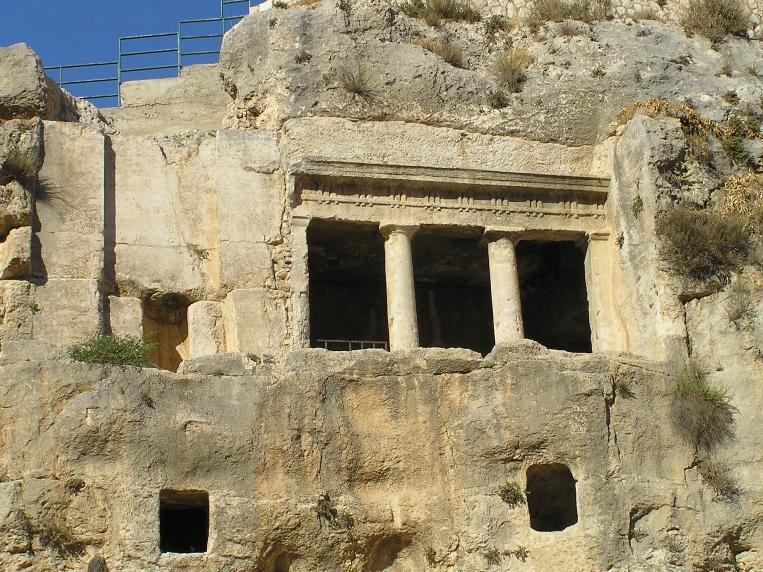
La Tumba de Benei Hezir
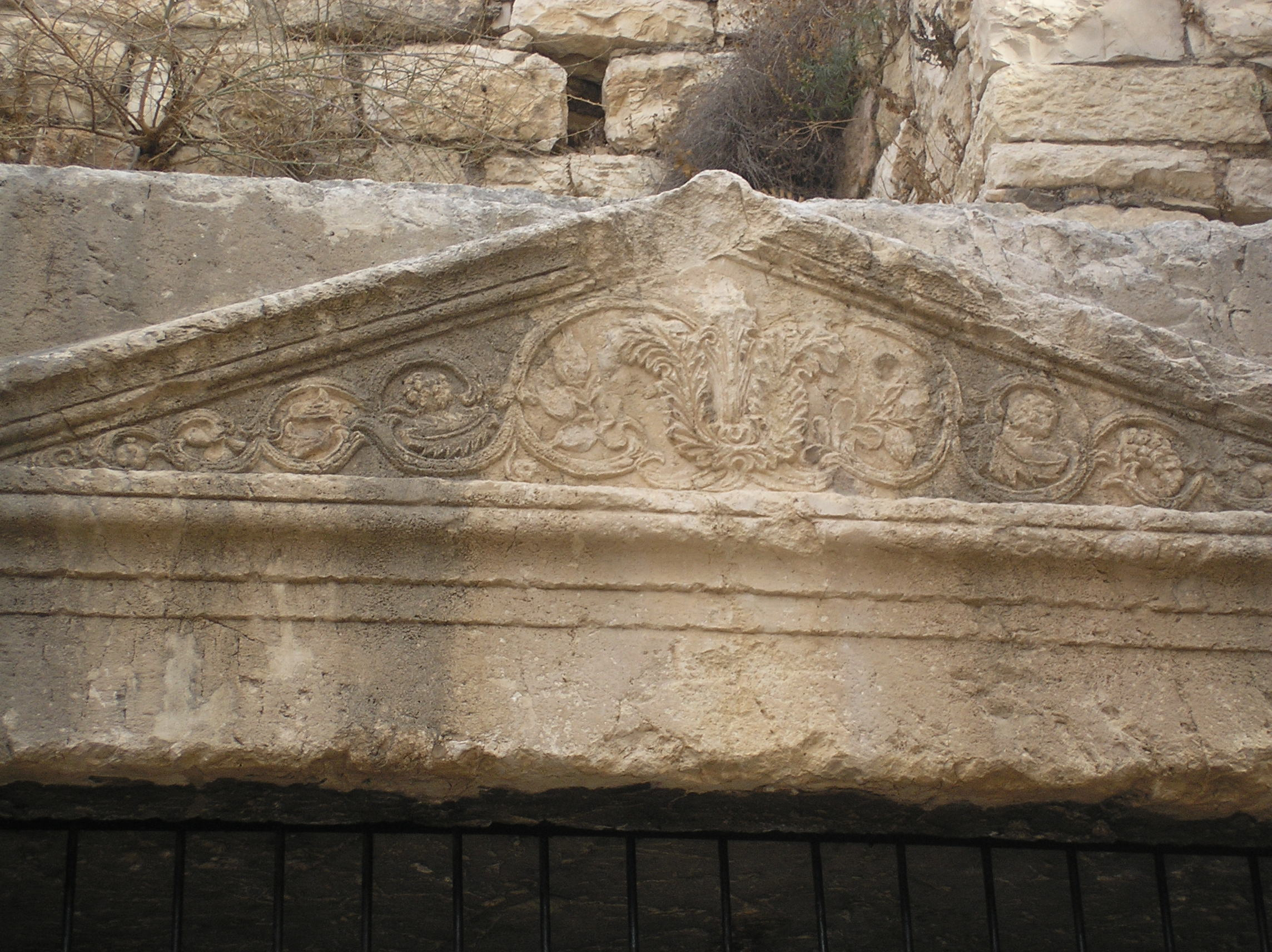
Cueva de Josafat
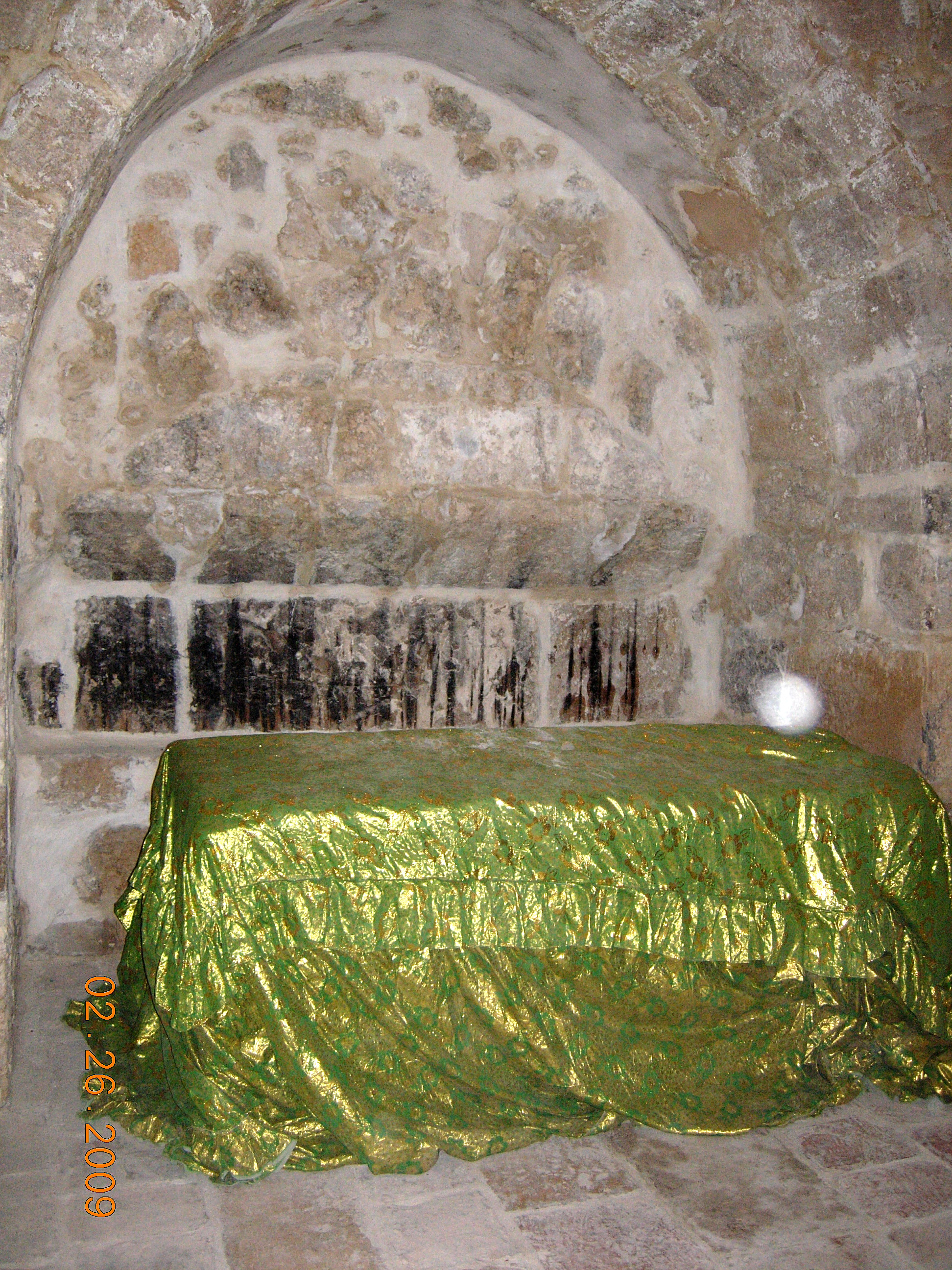
La Tumba de Hulda
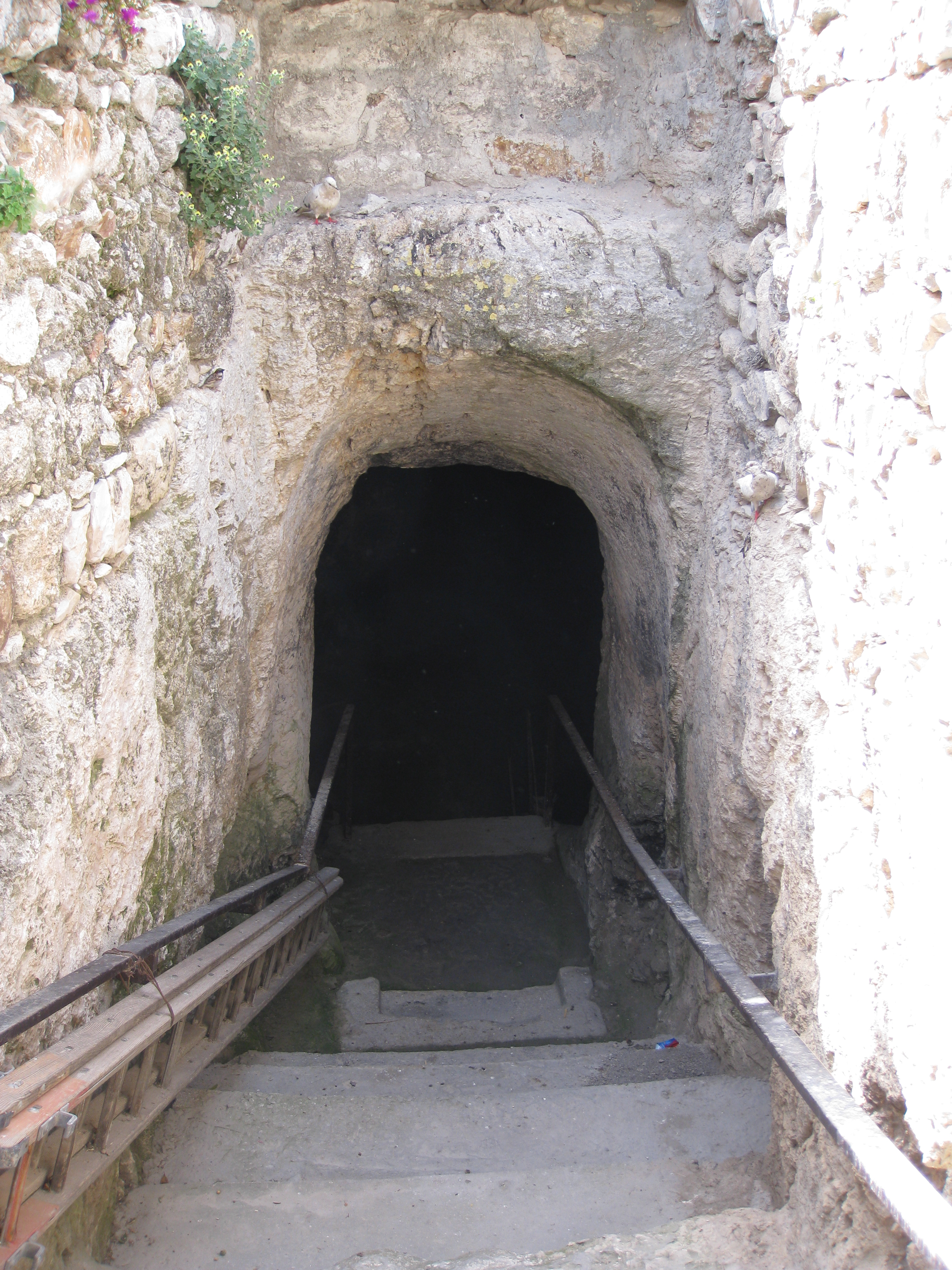
Tumba de los profetas Hageo, Zacarías y Malaquías
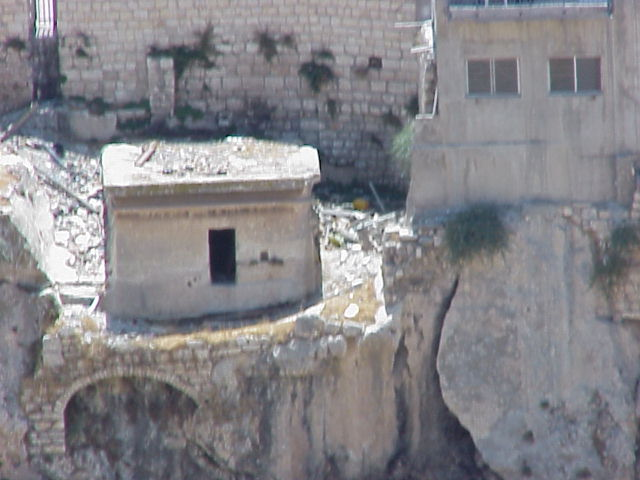
Tumba de la Hija del Faraón
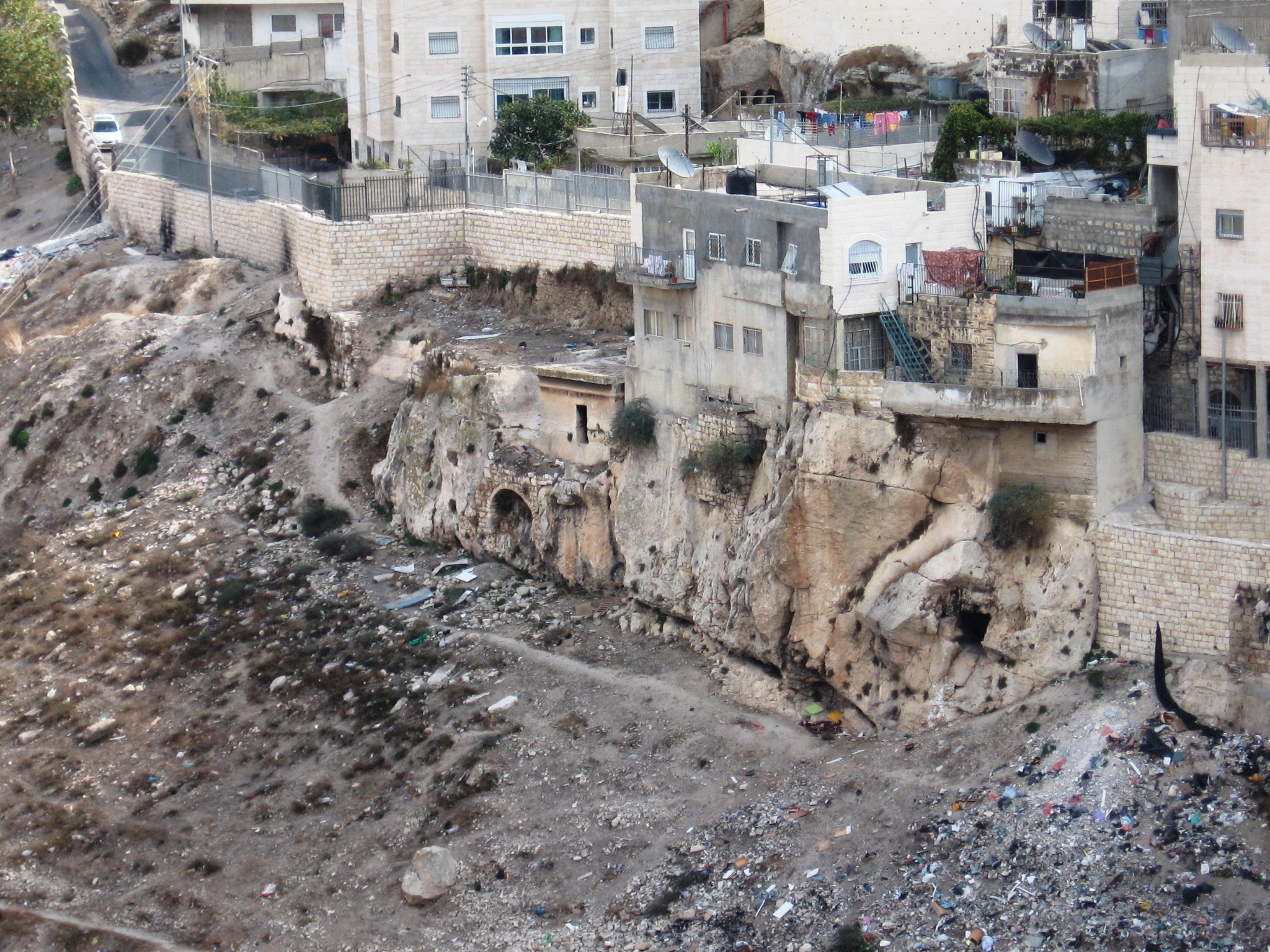
Cedrón del Valle necrópolis